# Johann Bollig
Johann Bollig (* 23. August 1821 in Kelz; † 9. März 1895 in Rom) war ein deutscher Jesuit und Orientalist.

## Leben
Johann Bollig wurde am 23. August 1821 in Kelz bei Düren geboren und studierte an der Universität Rom. Anschließend empfing er seine Priesterweihe. Am 13. November 1853 wurde er bei den Jesuiten aufgenommen. Sowohl am Jesuiten-Kolleg in Rom als auch an der Gregoriana war er seit 1855 als Professor der orientalischen Sprachen tätig und dann in den Jahren 1862 bis 1864 am Seminar in Ghazir als Theologieprofessor tätig. Nach dieser Tätigkeit übernahm er wieder das Amt des Professors an der Universität in Rom. Überdies war Bollig Konsultor, gehörte dem Vorbereitungsausschuss für das Erste Vatikanische Konzil an und nahm an diesem Konzil auch als päpstlicher Theologe teil. 
Von 1865 bis zu seinem Tode war Bollig an der Vatikanischen Bibliothek tätig, zunächst als Scriptor arabicus, seit 1876 als „Zweiter Kustos“. Die Arbeiten an der im Auftrag der Propaganda-Kongregation (Ostkirchliche Abteilung) unternommenen Neubearbeitung des 1749/66 von Giuseppe Luigi Assemani herausgegebenen Codex Liturgicus Ecclesiae universae, jetzt auf 24 Bände berechnet, konnte er nicht vollenden. 
Johann Bollig verstarb in Rom am 9. März des Jahres 1895.

## Werk
- Brevis Arabica Chrestomatia in usum scholarum (Rom 1882)